# Caspar Veldkamp
Caspar Veldkamp (ur. 23 kwietnia 1964 w Etten-Leur) – holenderski dyplomata i polityk, ambasador w Izraelu i Grecji, poseł do Tweede Kamer, od 2024 minister spraw zagranicznych.

## Życiorys
Absolwent administracji publicznej z 1990, studiował na Uniwersytecie Erazma w Rotterdamie i na Uniwersytecie w Lejdzie. Kształcił się również na uczelniach w USA. Zawodowo związany z holenderskim ministerstwem spraw zagranicznych. Pracował m.in. w ambasadzie w Warszawie (1995–1997), jako sekretarz osobisty sekretarza stanu do spraw europejskich (1998–2002) i jako kierownik wydziału politycznego ambasady w Waszyngtonie (2002–2006). W strukturze resortu pełnił funkcje zastępcy dyrektora departamentu ds. ONZ i międzynarodowych instytucji finansowych (2006–2008) oraz dyrektora departamentu ds. Europy Południowo-Wschodniej i Wschodniej (2008–2011). Następnie sprawował urząd ambasadora w Izraelu (2011–2015) oraz Grecji (2015–2019). W 2020 był chargé d’affaires ad interim w ambasadzie w Brukseli. W tym samym roku objął stanowisko członka rady dyrektorów Europejskiego Banku Odbudowy i Rozwoju.
Był działaczem Apelu Chrześcijańsko-Demokratycznego. W 2023 dołączył do Nowej Umowy Społecznej Pietera Omtzigta. W tym samym roku z jej ramienia uzyskał mandat posła do Tweede Kamer.
W lipcu 2024 objął urząd ministra spraw zagranicznych w nowo powołanym rządzie Dicka Schoofa.